# Streptococcus salivarius
Streptococcus salivarius is een bolvormige, grampositieve, facultatief anaerobe bacterie die zowel katalase- als oxidase-negatief is. Streptococcus salivarius koloniseert (meestal in ketens) de mondholte en de bovenste luchtwegen van de mens enkele uren na de geboorte, waardoor verdere blootstelling aan de bacterie in de meeste omstandigheden onschadelijk is. De bacterie wordt beschouwd als een opportunistische ziekteverwekker, die zelden in de bloedbaan terechtkomt.
Streptococcus salivarius heeft verschillende kenmerken bij blootstelling aan verschillende omgevingsvoedingsstoffen. Als bijvoorbeeld in het laboratorium een groeimedium wordt gebruikt dat sacharose bevat, kan Streptococcus salivarius de sacharose gebruiken om een capsule om zich heen te maken.
Als de sacharose wordt vervangen door glucose, zoals op een GYC-plaat (glucose, gistextract, calciumcarbonaat), dan is Streptococcus salivarius niet in staat om deze capsule te maken.
Streptococcus salivarius kan in het laboratorium een duidelijke klaring vertonen op GYC-platen. Dit komt doordat de bacterie de glucose kan fermenteren, waarbij melkzuur wordt geproduceerd. Het gevormde melkzuur reageert met het calciumcarbonaat in de GYC-plaat, wat resulteert in heldere klaringszones op de plaat.

## Rol als probioticum
Sommige stammen van Streptococcus salivarius worden getest op toepassing als probioticum bij de preventie van orale infecties. Enkele blijken BLIS (Bacteriocin-like Inhibitory Substances) te produceren, dit zijn antimicrobiële peptiden. Deze peptiden vertonen interspeciesremming, en remmen bijvoorbeeld Streptococcus pyogenes die keelontstekingen veroorzaakt. Zuigtabletten met Streptococcus salivarius worden op de markt gebracht om de immuniteit tegen virulente Streptococcus-stammen te ondersteunen. Mensen die de bacterie op hun tong hebben vertonen aantoonbaar minder keelinfecties door Streptococcus. Onderzocht wordt of deze toepassing ook reumatische hartziekten kan voorkomen die door Streptococcus salivarius worden veroorzaakt.
Agglutinatie van Streptococcus salivarius wordt vaak gebruikt bij de diagnose van atypische longontsteking veroorzaakt door Haemophilus influenzae.